# San Girolamo a Corviale (titolo cardinalizio)
San Girolamo a Corviale (in latino: Titulus Sancti Hieronymi in “Corviale”) è un titolo cardinalizio istituito da papa Francesco il 14 febbraio 2015. Il titolo insiste sulla chiesa di San Girolamo a Corviale.
Dal 14 febbraio 2015 il titolare è il cardinale Luis Héctor Villalba, arcivescovo emerito di Tucumán.

## Titolari
- Luis Héctor Villalba, dal 14 febbraio 2015